# Nocicepción

Vía nociceptiva. Transmisión del dolor desde el receptor nociceptivo hasta la corteza cerebral.

La nocicepción (del latín nocere 'Dañar', también conocida como nociocepción, nocirrecepción o nocipercepción) es un proceso neuronal mediante el cual se codifican y procesan los estímulos potencialmente dañinos contra los tejidos. Se trata de una actividad aferente (sensitiva) del sistema nervioso central y periférico producida por la estimulación de terminaciones nerviosas libres especializadas llamadas nociceptores o "receptores del dolor" que sólo responde a los cambios por encima del umbral del sistema, ya sean de naturaleza química (por ejemplo: polvo de chile en los ojos), mecánica (por ejemplo: pellizcar, triturar) o térmica (calor y frío).
La nocicepción activa diversas respuestas autonómicas y también puede resultar en una experiencia subjetiva de dolor en seres sensibles. Las neuronas nociceptivas generan potenciales de acción en respuesta a estímulos intensos, y la frecuencia de disparo determina la intensidad del dolor.

## Etimología
El término "nocicepción" fue acuñado por Charles Scott Sherrington para distinguir el proceso fisiológico (la actividad nerviosa) del dolor (una experiencia subjetiva). El término deriva del latín nocere 'dañar'

## La detección de los estímulos nocivos
Estímulos potencialmente dañinos de tipo mecánico, térmico y químico se detectan por las terminaciones nerviosas libres llamadas nociceptores, que se encuentran en la piel, en las superficies internas tales como el periostio, superficie de articulaciones, y en algunos órganos internos. La concentración de los nociceptores varía a lo largo del cuerpo; que se encuentran en mayor número en la piel que en las superficies internas profundas. Estas terminaciones nerviosas libres no especializadas tienen sus cuerpos celulares fuera de la columna vertebral en el ganglio de la raíz dorsal.
Los nociceptores se clasifican de acuerdo a los axones que viajan de los receptores a la médula espinal o el cerebro.
Los nociceptores tienen cierto umbral; es decir, que requieren un mínimo de intensidad de la estimulación antes de que desencadenan una señal. Una vez que se alcanza este umbral de una señal se hace pasar a lo largo del axón de la neurona en la médula espinal.
En las pruebas para medir el umbral nociceptivo se aplica deliberadamente un estímulo nocivo a un sujeto humano o animal con el fin de estudiar el dolor. En los animales, la técnica se usa a menudo para estudiar la eficacia de fármacos analgésicos y para establecer los niveles de dosificación y período de efecto. Después de establecer una línea de base, la droga bajo prueba se da y la elevación del umbral grabado en los puntos de tiempo especificados. Cuando la droga desaparece, el umbral debería volver a la línea de base (pretratamiento) de valor.
En algunas condiciones, la excitación de las fibras del dolor se hace mayor a medida que el estímulo del dolor continúa, llevando a una condición llamada hiperalgesia.

## Transmisión a través del sistema nervioso central

### Tracto espinotalámico
Antes de alcanzar el cerebro, el tracto espinotalámico se divide en el tracto lateral "neo espino-talámico" y el medial, tracto "paleo espino-talámico".

#### Tracto neo espino-talámico
El dolor viaja rápido a través del tipo de fibras Aδdolor se siente dentro de una décima de segundo de aplicación del estímulo de dolor y es un dolor agudo, punzante en respuesta a la estimulación mecánica y térmica. Se puede localizar fácilmente si las fibras Aδ son estimulados juntos con los receptores táctiles.

#### Tracto paleo espino-talámico
El dolor lento se transmite a través de un tipo de fibras más lenta, las fibras C, a láminas II y III de los cuernos dorsales, conocida como la sustancia gelatinosa. Los impulsos se transmiten a continuación a las fibras nerviosas que terminan en la lámina V, también en el cuerno dorsal, hacen sinapsis con las neuronas que se unen a las fibras de la vía rápida, cruzando al lado opuesto a través de la comisura blanca anterior, y viajando hacia arriba a través de la vía anterolateral. Estas neuronas terminan a lo largo del tronco cerebral, una décima parte de las fibras va a parar al tálamo y el resto va a parar en el bulbo raquídeo, la protuberancia anular y la sustancia gris periacueductal del tectum del cerebro medio.

## Regulación
El cuerpo posee un sistema de analgesia endógeno, que puede ser complementada con fármacos analgésicos para regular la nocicepción y el dolor.  El grado de dolor puede ser modificado por la sustancia gris periacueductal antes de que llegue el tálamo, de ahí, a la conciencia. De acuerdo con la teoría de control de la puerta del dolor, esta zona también puede reducir el dolor cuando estímulos no dolorosos son recibidos acompañados del dolor.

### Sistema nervioso central
El sistema de analgesia en el sistema nervioso central está mediada por tres componentes principales: la sustancia gris periacueductal, el nucleus raphes magnus y las neuronas inhibidoras de la nocicepción en las astas dorsales de la médula espinal, que actúan para inhibir la transmisión de la nocicepción también localizada en el asta dorsal de la médula.

### Sistema nervioso periférico
La regulación periférica se compone de varios tipos diferentes de receptores opioides que se activan en respuesta a la unión de endorfinas. Estos receptores, que existen en una variedad de áreas en el cuerpo, inhiben la activación de las neuronas que, de otro modo, serían estimuladas por los nociceptores.

### Factores que atenúan el dolor
En la teoría de control de la puerta del dolor, propuesta por Patrick David Wall y Ronald Melzack, postula que la nocicepción (dolor) está "cerrada" por estímulos no nociceptivos, como la vibración. Por lo tanto, frotando una rodilla golpeada parece aliviar el dolor mediante la prevención de su transmisión al cerebro. El dolor también está "cerrado" por las señales que descienden desde el cerebro hasta la médula espinal para suprimir (y en otros casos mejorar) la información entrante, la nocicepción.

## Respuesta nociceptora
Cuando se estimulan los nociceptores que transmiten señales a través de las neuronas sensoriales en la médula espinal liberan el neurotransmisor excitatorio glutamato en sus sinapsis
Si las señales se envían a la formación reticular y tálamo, la sensación de dolor entra en la conciencia, pero su localización se hace difusa. Desde el tálamo, la señal puede viajar a la corteza somatosensorial en el cerebro, que es donde se experimenta el dolor como localizado y tiene cualidades más específicas.
La nocicepción también puede causar generalizadas respuestas autonómicas antes o sin llegar a la conciencia: palidez, diaforesis, taquicardia, hipertensión, mareos, náuseas y desmayos.

## La nocicepción en animales no mamíferos
La nocicepción se ha documentado en animales no mamíferos, incluidos los peces y una amplia gama de invertebrados, incluyendo sanguijuelas, los gusanos nematodos, las babosas de mar, y la mosca de la fruta.  Al igual que en los mamíferos, las neuronas nociceptivas en estas especies se caracterizan típicamente por responder preferentemente a alta temperatura (40 °C o más), pH bajo, la capsaicina, y el daño tisular.